# Sablons-sur-Huisne
Sablons-sur-Huisne – gmina we Francji, w regionie Normandia, w departamencie Orne. W 2013 roku liczba ludności wynosiła 2203 mieszkańców.
Gmina została utworzona 1 stycznia 2016 roku z połączenia trzech ówczesnych gmin: Condeau, Condé-sur-Huisne oraz Coulonges-les-Sablons. Siedzibą gminy została miejscowość Condé-sur-Huisne.